# Beania elongata
Beania elongata är en mossdjursart som först beskrevs av Walter Douglas Hincks 1885.  Beania elongata ingår i släktet Beania och familjen Beaniidae. Inga underarter finns listade i Catalogue of Life.